# ولاد رزق (فلم)
ولاد رزق، هو فيلم جريمة-حركة مصري، من إخراج طارق العريان وزياد الوشاحي وتأليف صلاح الجهيني. الفيلم من بطولة أحمد عز، عمرو يوسف، أحمد الفيشاوي، أحمد داود. صدر الفيلم لأول مرة في 16 يوليو عام 2015، وحقق ردود متفاوتة من النقاد. وحقق أكثر من 12 مليون جنيه مصري.
قصة الفيلم مأخوذة من الفيلم الأمريكي المشتبه بهم المعتادون، المنتج عام 1995. وتاريخ صدور الفيلم يوافق عشية عيد الفطر 1436 هـ.

## ملخص القصة
مجموعة من الأشقاء يسيرون في طريق الجريمة على عهد قديم بينهم بان لا يفترقوا عن بعضهم ولكن بشرط ان يستعد الكل لتركها في يوم ما عندما يأتي القرار. ، لكن عملية واحدة فاشلة تفجر الخلافات الدفينة بينهم فيتركهم الشقيق الأكبر رضا رزق (أحمد عز) والعقل المدبر لهم، ليقع الباقون في صفقة مرعبة مع تاجر مخدرات، بينما يتعرضون للخيانة، وتطاردهم الشرطة بدون سبب معروف.

## طاقم العمل
- أحمد عز بدور رضا رزق
- عمرو يوسف بدور ربيع رزق
- أحمد الفيشاوي بدور عاطف علي سرحان
- أحمد داود بدور رجب رزق
- كريم قاسم بدور رمضان رزق
- سيد رجب بدور المعلم صقر
- محمد ممدوح بدور رؤوف حمزاوي
- نسرين أمين بدور حنان حسين
- محمد لطفي بدور شربيني
- ندي موسي بدور رباب علي سرحان
- علاء حسني
- نور حلمى
- كريم مأمون
- ساندي توفيق

## أراء النقاد
ولاد رزق تجربه سينمائية مختلفه عن أي شئ قدم في السينما العربية، التواء رائع مخدوم بحبكة متميزة. برغم كل الاتهامات التي سبقت عرضه بأنه مسروق من عدة افلام. يأتى ولاد رزق بسيناريو متمتيز والتواءة مقتبسة ولكنه اقتباس غير مباشر، أدى لنتيجة عظيمة.

### الأدوار النسائية
الأدوار النسائية عاديه للغايه وغير جديده ولكن تجسيد نسرين أمين (حنان) وندى موسى (رباب) كان جيد.

### الإخراج
يرى بعض النقاد أن الفيلم جيد من من ناحية تنفيذ المطاردات وكادرات التصوير الجديدة وألوان الصورة الرائعة ولكن هناك استخدام لبعض المشاهد الجريئة كان من الممكن تفادى بعضها.

### الموسيقى التصويرية
قال أحد النقاد «أتى هشام نزيه بموسيقى تصويرية رائعة تجسد وتبرز كل لحظة في الفيلم».

## تهميشات
استعان المخرج طارق العريان في مشاهد الأكشن بفريق من الدنمارك متخصص في مطاردات السيارات والمخاطرات، وهي مشاهد شهدت الاستعانة بالمئات من المجاميع والفنيين.